# 東京都道5號新宿青梅線

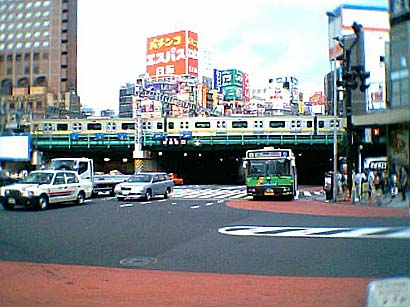
新宿大Guard西交差點（新宿區）

東京都道5號新宿青梅線是連結日本東京都新宿區與青梅市的主要地方道。道路主要是「青梅街道」、新道區間名「新青梅街道」。
交差點

## 起點·終點
- 起點：東京都新宿區新宿（新宿三丁目交差點）
- 終點：東京都青梅市上町（市民會館前交差點＝東京都道28號青梅飯能線交點）
- 支線：東京都西東京市田無町＝田無町一丁目交差點～（所澤街道～東京都西東京市北原町＝北原交差點～（新青梅街道）～東京都瑞穂町＝瑞穂松原
- 距離：48.948km

## 一般名稱
本線
- 明治通（明治通り）（新宿三丁目交差點～新宿五丁目交差點）
- 靖國通（靖国通り）（新宿五丁目交差點～新宿大Guard東交差點）
- 青梅街道（新宿大Guard西交差點～青梅市）

支線
- 所澤街道（所沢街道）（田無町一丁目交差點～北原交差點）
- 新青梅街道（北原交差點～瑞穂町瑞穂松原交差點）

## 通過的自治體
- 東京都
  - 新宿區
  - 中野區
  - 杉並區
  - 練馬區
  - 西東京市
  - 東久留米市（新青梅街道）
  - 東村山市（新青梅街道）
  - 小平市
  - 東大和市
  - 武藏村山市
  - 西多摩郡
    - 瑞穗町

  - 青梅市

## 重複區間
- 東京都道305號芝新宿王子線（東京都新宿區新宿）新宿三丁目交差點～新宿五丁目交差點（上位道路）
- 東京都道4號東京所澤線（東京都新宿區新宿～東京都西東京市田無町）新宿三丁目交差點～田無町一丁目交差點〜北原交差點（上位道路）
- 東京都道302號新宿兩國線（東京都新宿區）新宿五丁目交差點～新宿大Guard東交差點（上位道路）
- 東京都道427號瀨田貫井線（日语：東京都道427号瀬田貫井線）（東京都杉並區）成田東四丁目交差點～區役所前交差點
- 東京都道16號立川所澤線（日语：東京都道16号立川所沢線）（東京都小平市）小川町交差點～小平上宿交差點
- 東京都道55號所澤武藏村山立川線（日语：東京都道55号所沢武蔵村山立川線）（東京都武藏村山市）市役所東交差點～市役所西交差點
- 東京都道181號藤橋小作線（日语：東京都道181号藤橋小作線）（東京都青梅市）青梅新町交差點～新町櫻株交差點
- 國道411號（日语：国道411号）（東京都青梅市）市民會館南交差點～市民會館前交差點（上位道路）

## 交差・連接的道路

### 青梅街道
- 國道20號（甲州街道・新宿通、東京都新宿區）新宿三丁目交差點
- 東京都道305號芝新宿王子線（明治通、東京都新宿區）新宿三丁目交差點
- 東京都道4號東京所澤線（明治通、東京都新宿區）新宿三丁目交差點
- 東京都道302號新宿兩國線（靖國通、東京都新宿區）新宿五丁目交差點
- 東京都道305號芝新宿王子線（明治通、東京都新宿區）新宿五丁目交差點
- 東京都道新宿副都心十三號線（東京都新宿區）成子坂下交差點
- 東京都道317號環狀六號線（山手通、東京都中野區）中野坂上交差點
- 東京都道420號鮫洲大山線（日语：東京都道420号鮫洲大山線）（中野通、東京都中野區）杉山公園交差點
- 東京都道318號環狀七號線（環七通、東京都杉並區）高圓寺陸橋下交差點
- 東京都道428号高円寺砧浄水場線（荒玉水道道路、東京都杉並區）
- 東京都道7號杉並秋留野線（日语：東京都道7号杉並あきる野線）（五日市街道、東京都杉並區）五日市街道入口交差點
- 東京都道427號瀨田貫井線（日语：東京都道427号瀬田貫井線）（中杉通、東京都杉並區）成田東四丁目交差點
- 東京都道427號瀬田貫井線（中杉通、東京都杉並區）杉並區役所前交差點
- 東京都道311號環狀八號線（環八通、東京都杉並區）四面道交差點
- 東京都道113號杉並武藏野線（日语：東京都道113号杉並武蔵野線）（東京都杉並區）桃井四丁目交差點
- 東京都道438號向井町新町線（日语：東京都道438号向井町新町線）（早稻田通、東京都杉並區）井草八幡前交差點
- 東京都道439號椎名町上石神井線（日语：東京都道439号椎名町上石神井線）（千川通、東京都練馬區）關町一丁目交差點
- 東京都道116號關町吉祥寺線（日语：東京都道116号関町吉祥寺線）（吉祥寺通、東京都練馬區）關町交番前交差點
- 東京都道7號杉並秋留野線（五日市街道、東京都西東京市）東伏見四丁目交差點
- 東京都道8號千代田練馬田無線（富士街道、東京都西東京市）
- 東京都道233號東大泉田無線（日语：東京都道233号東大泉田無線）（東京都西東京市）田無町一丁目交差點
- 東京都道4號東京所澤線（所澤街道、東京都西東京市）田無町一丁目交差點
- 東京都道5號新宿青梅線（新青梅街道、東京都西東京市）田無町一丁目交差點
- 東京都道12號調布田無線（日语：東京都道12号調布田無線）（東京都西東京市）総持寺田無神社前交差點
- 東京都道132號小川山田無線（日语：東京都道132号小川山田無線）（東京都西東京市）橋場交差點
- 東京都道15號府中清瀨線（日语：東京都道15号府中清瀬線）（小金井街道、東京都小平市）花小金井交差點
- 東京都道253號保谷狹山自然公園自轉車道線（日语：東京都道253号保谷狭山自然公園自転車道線）（多摩湖自轉車道、東京都小平市）小平故鄉村交差點
- 東京都道248號府中小平線（日语：東京都道248号府中小平線）（新小金井街道、東京都小平市）
- 東京都道230號小平停車場小川新田線（日语：東京都道230号小平停車場小川新田線）（東京都小平市）
- 東京都道17號所澤府中線（日语：東京都道17号所沢府中線）（府中街道、東京都小平市）小川町交差點
- 東京都道16號立川所澤線（日语：東京都道16号立川所沢線）（府中街道、東京都小平市）小川町交差點
- 東京都道131號小川停車場線（日语：東京都道131号小川停車場線）（東京都小平市）
- 東京都道16號立川所澤線（立川通、東京都小平市）小平上宿交差點
- 東京都道144號中島十番線（日语：東京都道144号中島十番線）（東京都小平市）青梅橋交差點
- 東京都道5號新宿青梅線（新青梅街道、東京都東大和市）奈良橋庚申塚交差點
- 東京都道128號東村山東大和線（日语：東京都道128号東村山東大和線）（東京都東大和市）奈良橋交差點
- 東京都道43號立川東大和線（日语：東京都道43号立川東大和線）（芋窪街道、東京都東大和市）芋窪交差點
- 東京都道55號所澤武藏村山立川線（日语：東京都道55号所沢武蔵村山立川線）（東京都武藏村山市）市役所東交差點
- 東京都道55號所澤武藏村山立川線（東京都武藏村山市）市役所西交差點
- 東京都道59號八王子武藏村山線（日语：東京都道59号八王子武蔵村山線）（東京都武藏村山市）市役所西交差點
- 東京都道162號三木八王子線（日语：東京都道162号三ツ木八王子線）（殘堀街道、東京都武藏村山市）
- 東京都道166號瑞穗秋留野八王子線（日语：東京都道166号瑞穂あきる野八王子線）（東京環狀、東京都瑞穗町）箱根崎交差點
- 東京都道44號瑞穗富岡線（日语：東京都道44号瑞穂富岡線）（岩藏街道、東京都瑞穂町）
- 東京都道5號新宿青梅線（新青梅街道、東京都瑞穂町）瑞穂松原交差點
- 國道16號（瑞穂繞道、東京都瑞穂町）箱根崎西交差點
- 東京都道181號藤橋小作線（日语：東京都道181号藤橋小作線）（東京都青梅市）青梅新町交差點
- 東京都道181號藤橋小作線（日语：東京都道181号藤橋小作線）（東京都青梅市）新町櫻株交差點
- 東京都道194號成木河邊線（日语：東京都道194号成木河辺線）（東京都青梅市）野上交差點
- 東京都道29號立川青梅線（日语：東京都道29号立川青梅線）（東京都青梅市）市役所下交差點
- 東京都道45號奧多摩青梅線（日语：東京都道45号奥多摩青梅線）（吉野街道、東京都青梅市）千瀨二丁目交差點
- 東京都道31號青梅秋留野線（日语：東京都道31号青梅あきる野線）（秋川街道、東京都青梅市）千瀨五丁目交差點
- 國道411號（日语：国道411号）（東京都青梅市）市民會館南交差點
- 國道411號（東京都青梅市）市民會館前交差點
- 東京都道28號青梅飯能線（日语：東京都道28号青梅飯能線）（舊青梅街道、東京都青梅市）市民會館前交差點

### 新青梅街道
- 東京都道5號新宿青梅線（青梅街道、東京都西東京市）田無町一丁目交差點
- 東京都道112號雲雀丘停車場線（日语：東京都道112号ひばりケ丘停車場線）（東京都西東京市）田無町三丁目交差點
- 東京都道12號調布田無線（日语：東京都道12号調布田無線）（東京都西東京市）田無町三丁目交差點
- 東京都道4號東京所澤線（東京都西東京市）北原交差點
- 東京都道245號杉並田無線（日语：東京都道245号杉並田無線）（東京都西東京市）北原交差點
- 東京都道15號府中清瀨線（日语：東京都道15号府中清瀬線）（東京都小平市）花小金井四丁目交差點
- 東京都道129號東村山東久留米線（日语：東京都道129号東村山東久留米線）（東京都小平市）瀧山南交差點
- 東京都道248號府中小平線（日语：東京都道248号府中小平線）、都道15號新道（新小金井街道、東京都小平市）瀧山南交差點
- 東京都道226號東村山清瀨線（日语：東京都道226号東村山清瀬線）（東京都東村山市）榮町一丁目交差點
- 東京都道16號立川所澤線（日语：東京都道16号立川所沢線）（府中街道、東京都東村山市）野口橋交差點
- 東京都道5號新宿青梅線（青梅街道、東京都東大和市）奈良橋庚申塚交差點
- 東京都道43號立川東大和線（日语：東京都道43号立川東大和線）（芋窪街道、東京都東大和市）上立野東交差點・上立野交差點
- 東京都道55號所澤武藏村山立川線（日语：東京都道55号所沢武蔵村山立川線）（東京都武藏村山市）三本榎交差點
- 東京都道59號八王子武藏村山線（日语：東京都道59号八王子武蔵村山線）（東京都武藏村山市）本町一丁目交差點
- 東京都道162號三木八王子線（日语：東京都道162号三ツ木八王子線）（残堀街道、東京都武藏村山市）三木交差點
- 東京都道166號瑞穗秋留野八王子線（日语：東京都道166号瑞穂あきる野八王子線）（東京環狀、東京都西多摩郡瑞穗町）加藤塚交差點
- 東京都道163號羽村瑞穗線（日语：東京都道163号羽村瑞穂線）（東京都西多摩郡瑞穂町）瑞穂宿西交差點
- 東京都道5號新宿青梅線（青梅街道、東京都西多摩郡瑞穂町）瑞穂松原交差點

## 橋梁
- 青梅街道：
  - 淀橋（日语：淀橋）（神田川、東京都新宿區・中野區）
  - 庚申橋（空堀川、東京都東大和市）
  - 村山橋（奈良橋川、東京都東大和市）
  - 新藥師橋（空堀川、東京都武藏村山市）
- 新青梅街道：
  - 野口橋（西武新宿線、東京都東村山市）
  - 天王橋（空堀川、東京都東村山市）
  - 淨水橋（空堀川、東京都東村山市）
  - 青岸橋（残堀川、東京都武藏村山市）

## 交差的鐵道
- 中央本線（4號重複區間）
- 西武新宿線（青梅街道為西武柳澤站―田無站間、花小金井站―小平站間、新青梅街道為久米川站附近的榮町陸橋）
- 西武國分寺線（青梅街道為鷹之台站―小川站間、新青梅街道為小川―東村山站間）
- 西武拝島線（日语：西武拜島線）（僅青梅街道、東大和市站附近）
- 西武多摩湖線（青梅街道為青梅街道站附近、新青梅街道為八坂站―武藏大和站間的美住陸橋）
- 武藏野線（交差部於本路線地下通過。青梅街道為新小平站附近、新青梅街道為新小平站―新秋津站間的東村山市榮町）
- JR八高線（箱根崎站附近）
- JR青梅線（青梅市役所東側）

## 關連項目
- 東京都道一覽